# Casa España
La Casa España, o Casa Llunell, es un palacio gótico de Hospitalet de Llobregat (Provincia de Barcelona, España), declarado Bien Cultural de Interés Nacional. Alberga el Museo de Historia de la ciudad y el Archivo Histórico.

## Descripción
Es un edificio de planta rectangular, con las tres plantas características de la arquitectura civil de la época. El tejado es a doble vertiente con la cumbrera paralela a la fachada principal. En el centro de la planta baja se abre la puerta de acceso con un arco de medio punto con grandes dovelas y, a ambos lados, dos ventanas cuadrangulares. Siguiendo el mismo eje que las aperturas de la planta baja, al primer piso hay tres balcones; los dinteles de las tres aperturas están decoradas con arcos conopiales en relieve y un escudo en el centro que representa a los antiguos propietarios de la casa: la media luna de los Llunell, campesino con múltiples propiedades, y la rueda de molino de los Molines. En la planta superior, seis ventanas de arco rebajado se reparten en dos grupos de tres, a ambos lados de un matacán central. La restauración del año 1969 le dio un cierto aspecto artificial, con el enlucido de las fachadas y las almenas que las coronan.

## Historia
La casa fue construida  a partir de 1563 por Antic Llunell y fue reformada en 1735. Por alianzas matrimoniales pasó a formar parte de la familia Molines y más tarde de los Espanya. En 1969 fue restaurada, y desde el 1972 alberga el Museo de Historia de la ciudad y el Archivo Histórico.